# Cabezón de la Sal
Cabezón de la Sal – gmina w Hiszpanii, w prowincji Kantabria, w Kantabrii, o powierzchni 33,56 km². W 2011 roku gmina liczyła 8234 mieszkańców.